# Història de les illes Geòrgia del Sud i Sandwich del Sud

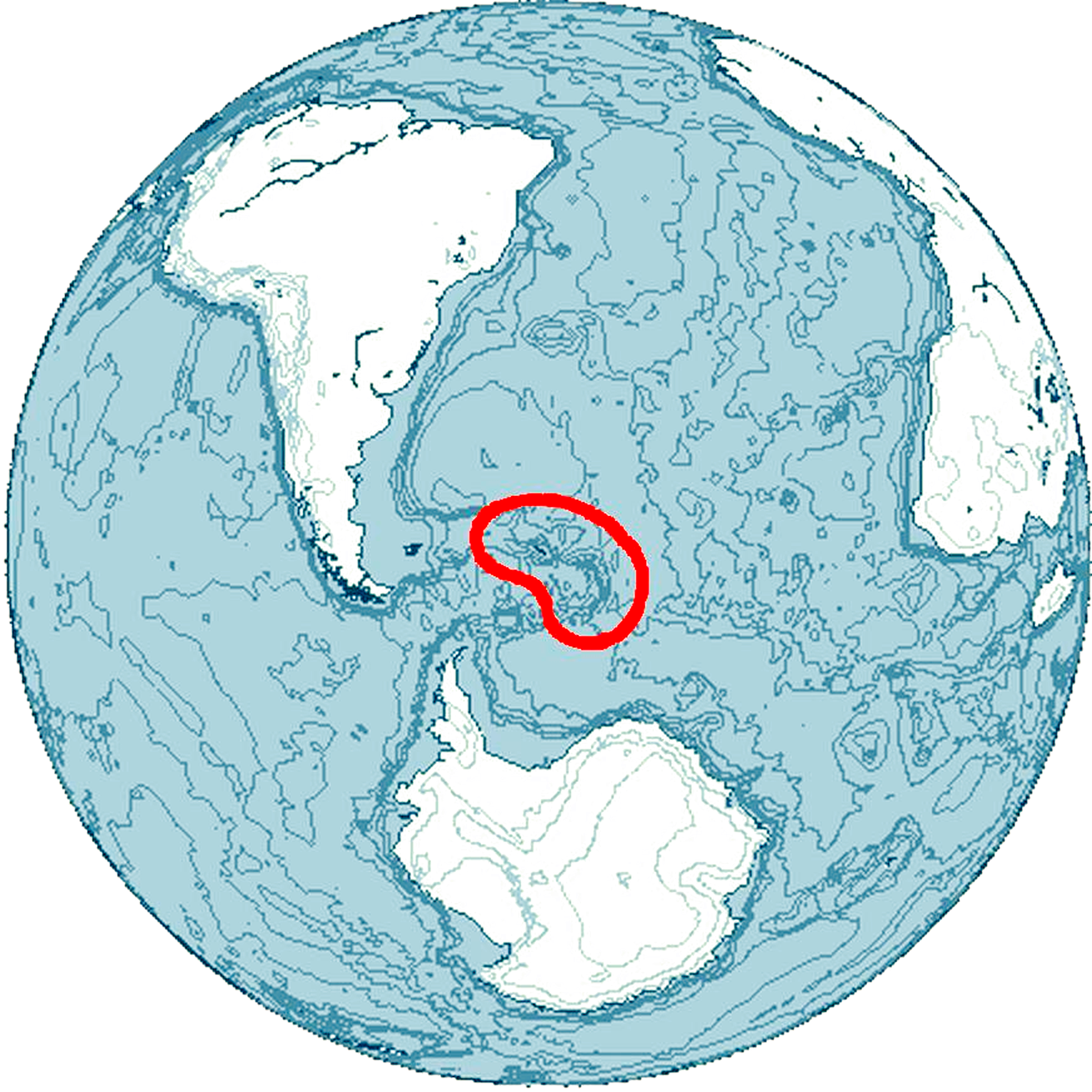

L'illa Geòrgia del Sud, junt amb les illes Sandwich del Sud, les roques Shag i les roques Clerke formen el territori britànic d'ultramar d'Illes Geòrgia del Sud i Sandwich del Sud. Aquest territori és lleument més gran que l'estat de Rhode Island (EUA), o de l'illa de Mallorca, però, la seva zona econòmica exclusiva de 200 milles inclou 1.400.000 km² d'algunes de les aigües biològicament més productives de l'oceà mundial. Aquestes aigües s'exploten en conformitat amb els requeriments de la convenció sobre la Conservació de Recursos Marins Vivents de l'Antàrtida.

## Segles XVII-XIX

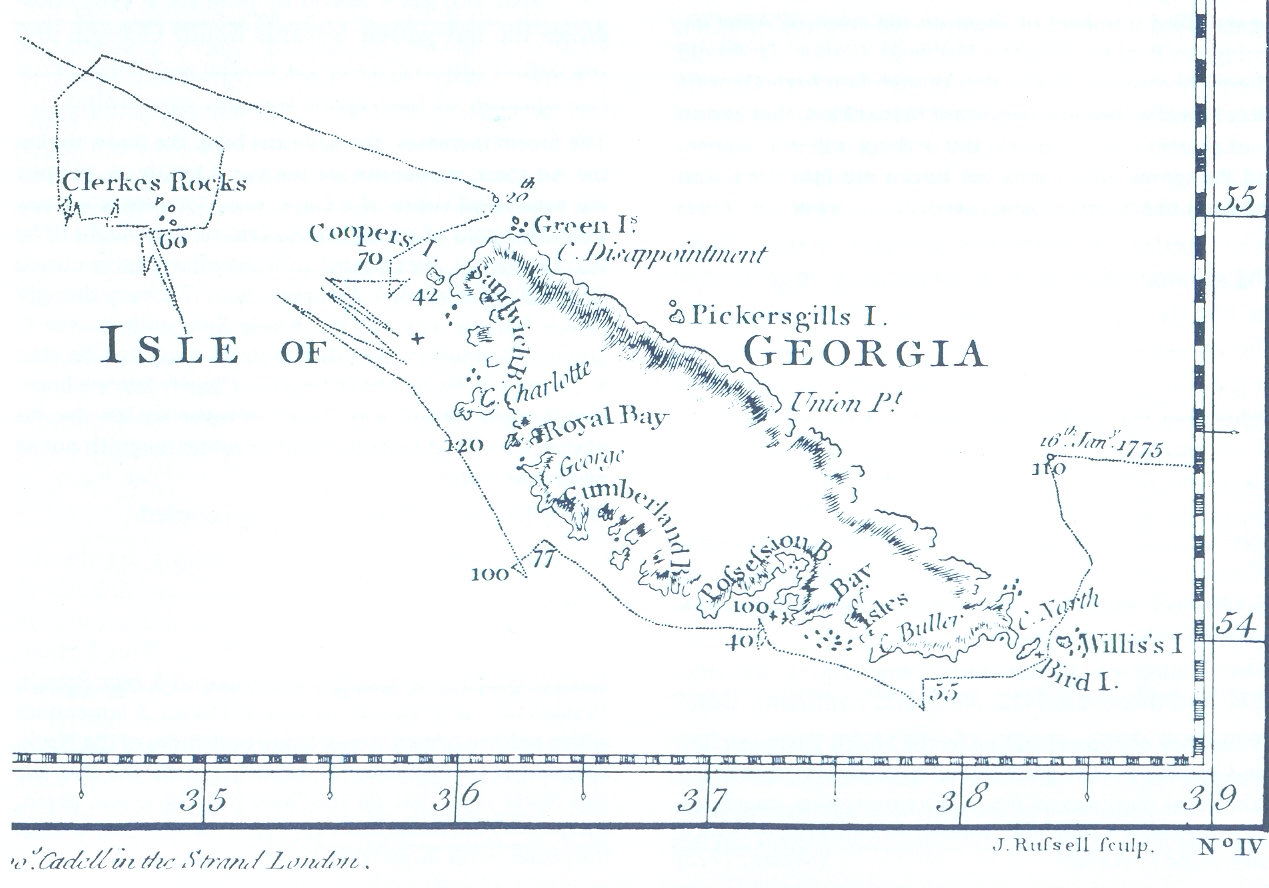

És una creença popular que el navegador Amerigo Vespucci de Florència al servei de Portugal va poder haver albirat la Geòrgia del Sud l'abril de 1502, durant un dels seus viatges molt publicats. D'altres mantenen que aquesta illa és l'illa Pepys, presumptament descoberta pel bucaner anglès William Cowley el desembre de 1683. Tanmateix, els arxius històrics refuten aquesta creença.
Històricament, l'illa atlàntica de Geòrgia del Sud, situada al sud de la convergència antàrtica, fou el primer territori antàrtic descobert. En el seu recorregut de Xile al Brasil, la nau del comerciant londinenc Anthony de la Roché va ser portada lluny a l'est en una tempesta, i va obtenir refugi en una de les badies de l'illa durant 14 dies de l'abril de 1675. Els mapes van començar a representar l'illa Roché en l'honor del descobridor. L'illa va ser vista per segona vegada el 1756, quan la nau espanyola Lleó, que hi passava, la va nomenar San Pedro.

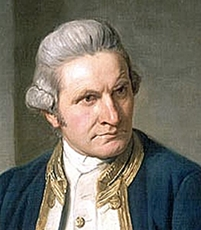

Aquestes primeres visites no van donar lloc a demandes de sobirania. Significativament, Espanya mai no va reclamar Geòrgia del Sud, que era de la meitat "portuguesa" del món, segons el tractat de Tordesillas de 1494.
El gran navegador anglès, el capità James Cook, amb les naus Resolution i Adventure, fou el primer que va caminar-ne a la vora, va explorar i va traçar el primer mapa de Geòrgia del Sud. Li va canviar el nom a illa Geòrgia en l'honor del rei George III, i va prendre'n possessió per la Gran Bretanya el 17 de gener de 1775, segons les instruccions donades per l'almirallat britànic. El capità Cook també va descobrir les roques Clerke i les illes Sandwich del Sud. Part d'aquestes illes va ser descoberta per l'expedició imperial russa de Bellingshausen i Làzarev amb les naus Vóstok i Mirni. Les roques Shag van ser descobertes per la nau espanyola Aurora el 1762.

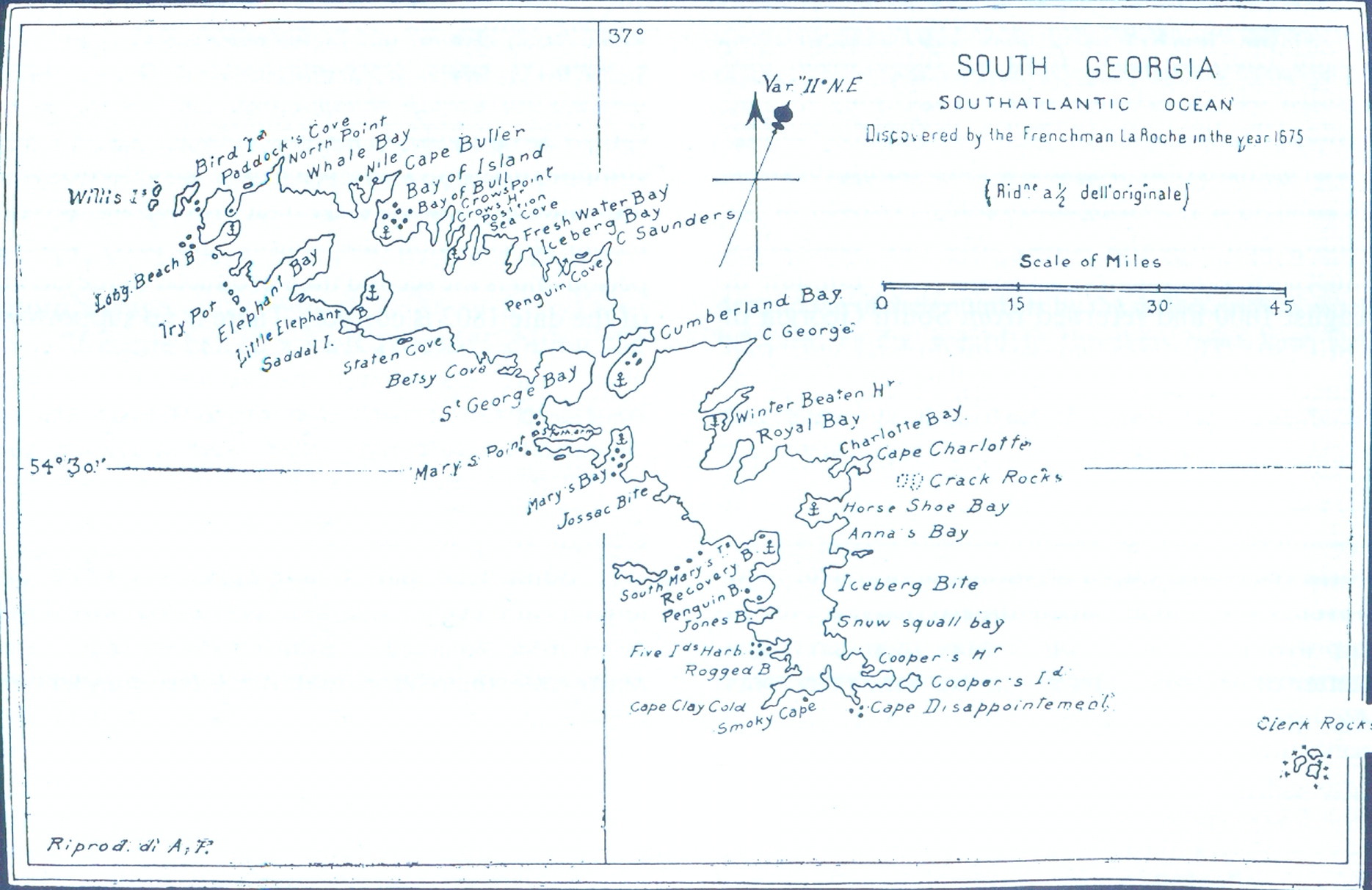

Durant les dècades posteriors del segle xviii i al llarg del segle xix, la Geòrgia del Sud va ser habitada per caçadors de foques anglesos i nord-americans, que van viure allà per períodes considerables i hi romanien de vegades durant l'hivern. La possessió eficaç, contínua i indiscutida del govern britànic sobre la Geòrgia del Sud va ser institucionalitzada per la patent de lletres britànica de 1843, actualitzada el 1876, 1892 i 1908. La caça i la conservació de foques va ser regulada pels actes administratius britànics de 1881 i 1899. L'illa apareix en l'Anuari del Ministeri britànic de Colònies des de 1887. La Geòrgia del Sud es governava com una dependència de les Illes Malvines (Falkland), però no era part d'aquestes en l'aspecte polític o financer. Les illes Sandwich del Sud van ser-hi annexades formalment per la patent de lletres britànica de 1908. Aquests arranjaments constitucionals van ser legals fins que les illes Geòrgia del Sud i Sandwich del Sud van ser incorporades com a territori britànic d'ultramar el 1985.

## Segle XX

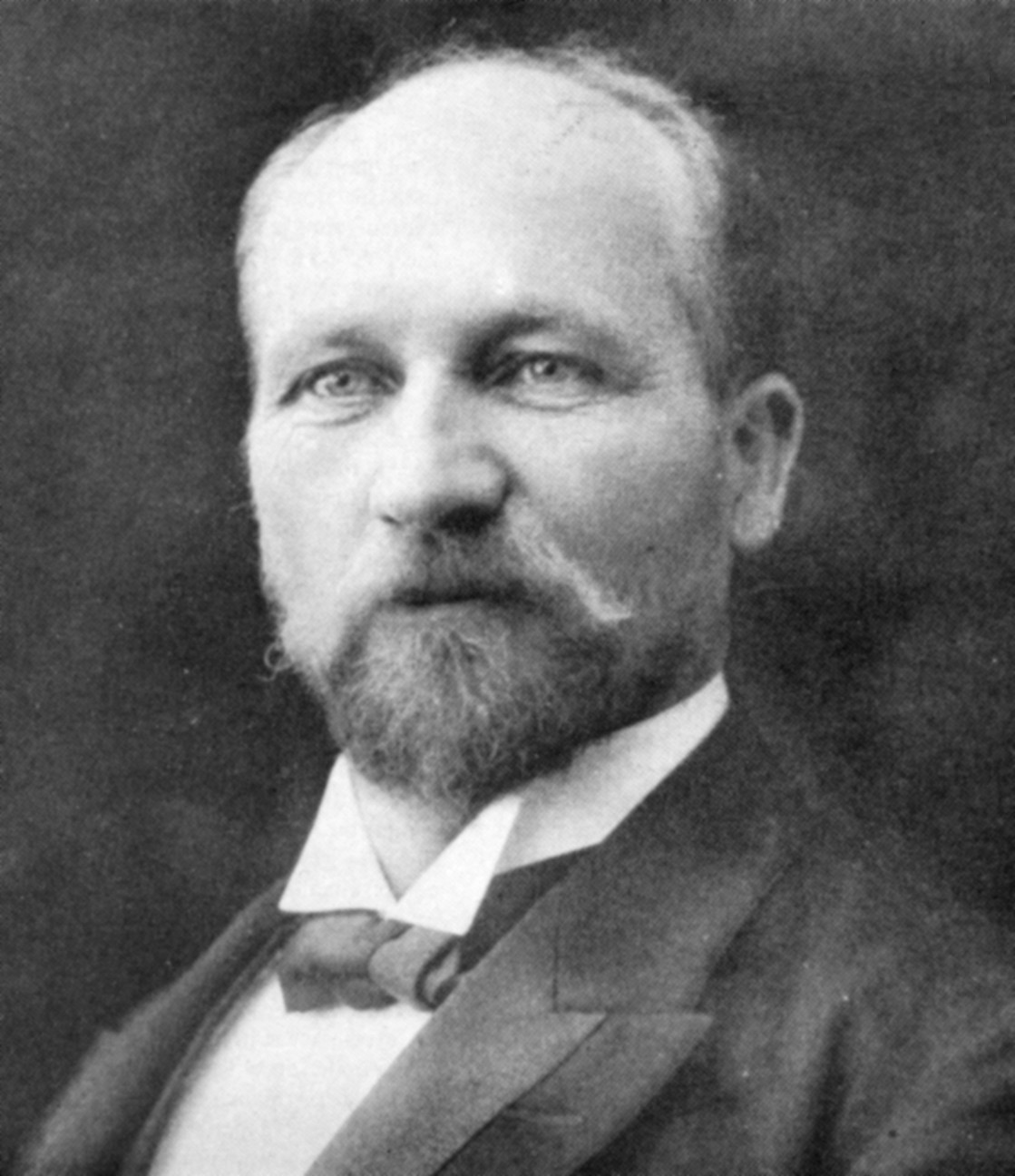

Des del segle XX, l'illa Geòrgia del Sud va esdevenir el centre balener més gran del món, amb bases costaneres a Grytviken (1904-64), Leith Harbour (1909-65), Ocean Harbour (1909-20), Husvik (1910-60), Stromness (1912-61) i Prince Olav Harbour (1917-34). Totes les estacions baleneres a l'illa (noruegues, britàniques, argentina, sud-africana, japonesa) van funcionar amb arrendaments concedits pel governador de les illes Falkland. A petició de la Companyia Argentina de Pesca, realitzada a l'ambaixada britànica a Buenos Aires el 1905, l'estació va ser aprovada.

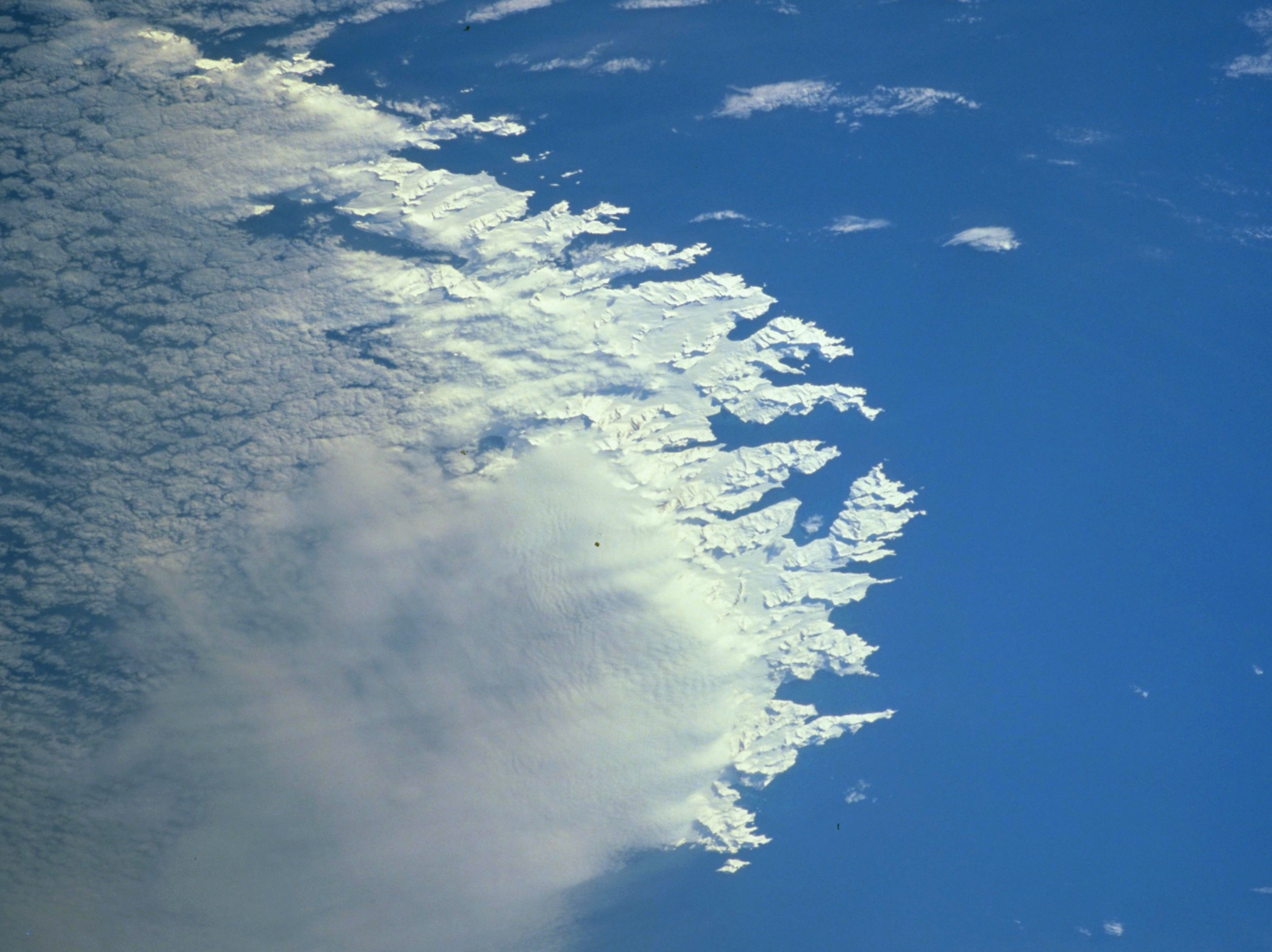

Carl Antón Larsen, el fundador de Grytviken, era un britànic naturalitzat nascut a Noruega. La seva demanda per a obtenir la ciutadania britànica va ser sotmesa al magistrat britànic de Geòrgia del Sud a Grytviken, i aprovada el 1910. Com al director de la Companyia Argentina de Pesca, Larsen va organitzar la construcció de Grytviken, la qual era una consecució notable d'un grup de 60 noruecs, des de la seva arribada el 16 de novembre, fins que la fàbrica nova per a l'oli de balena va començar-ne la producció el 24 de desembre de 1904. Larsen va elegir el lloc per a l'estació balenera durant la seva visita el 1902, quan l'expedició antàrtica sueca d'Otto Nordenskjöld va explorar una porció de l'illa, i li va donar el nom de Grytviken ('Caleta de Potes' en suec), a causa dels nombrosos artefactes descoberts, incloent-hi els pots anglesos usats pels caçadors de foques per a bullir l'oli de foques. Un pot amb la inscripció "Johnson and Sons, Wapping Dock London" es preserva al Museu de Geòrgia del Sud a Grytviken.
La gran majoria dels baleners eren noruecs. Durant l'era balenera, la població va variar generalment sobre els 1.000 a l'estiu (i 2.000 alguns anys) a aproximadament 200 a l'hivern. El primer cens va ser fet pel magistrat britànic James Wilson el 31 de desembre de 1909. Va ser registrada una població total de 720 persones, incloent-hi només 3 dones i 1 nen. Dels pobladors, 579 eren noruecs, 58 suecs, 32 britànics, 16 danesos, 15 finlandesos, 9 alemanys, 7 russos, 2 holandesos, 1 francès i 1 austríac. Els directors i altres funcionaris de les estacions baleneres van viure sovint amb les seves famílies. Entre ells, estava Fridthjof Jacobsen i la seva esposa Klara Olette Jacobsen, la filla dels quals, Solveig Gunbjörg Jacobsen, va ser la primera nena nascuda a l'ampla regió antàrtica (aquestes illes no són considerades avui dia part de l'Antàrtida, segons el tractat Antàrtic de 1959) el 8 d'octubre de 1913 a Grytviken.

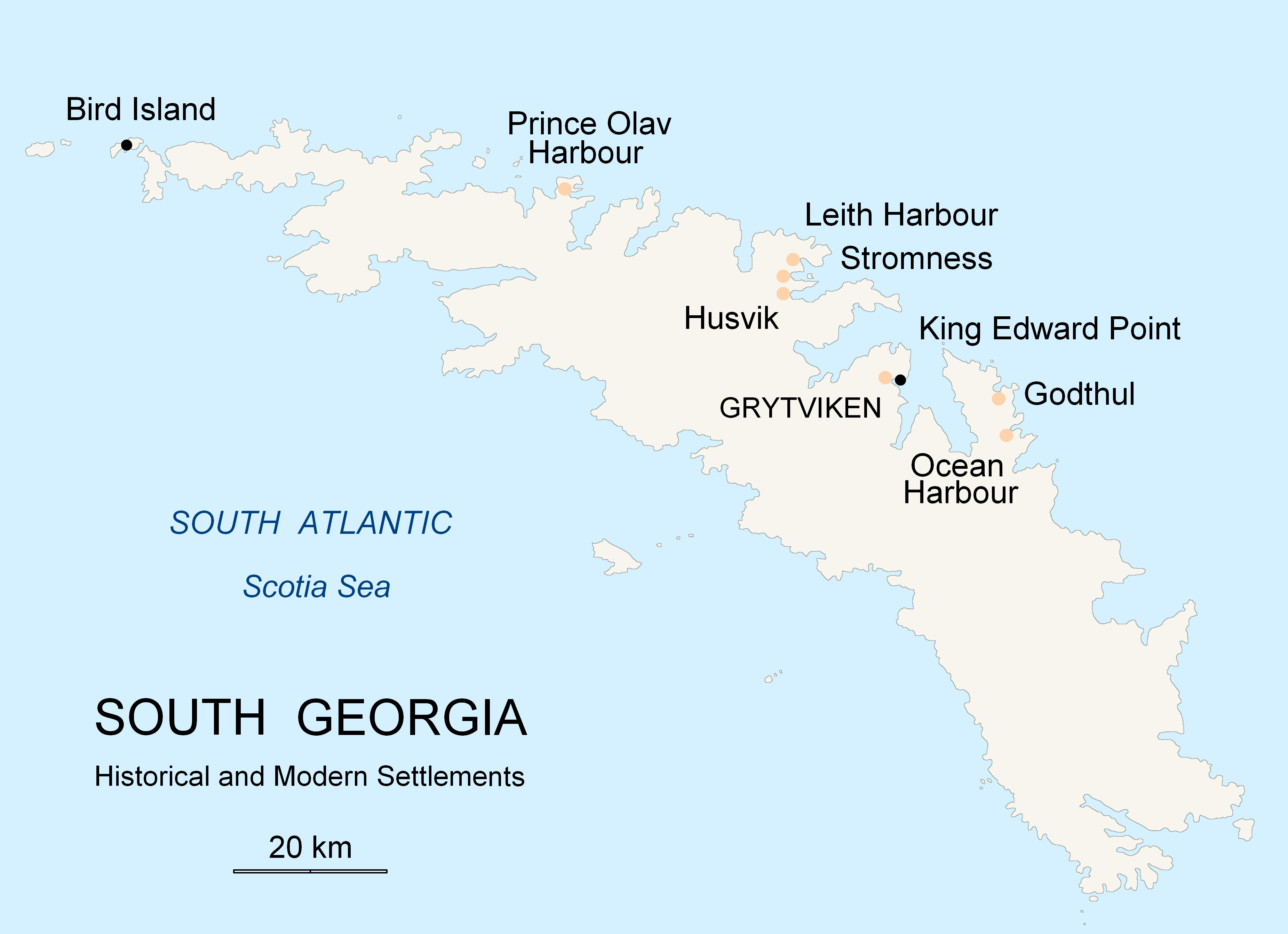

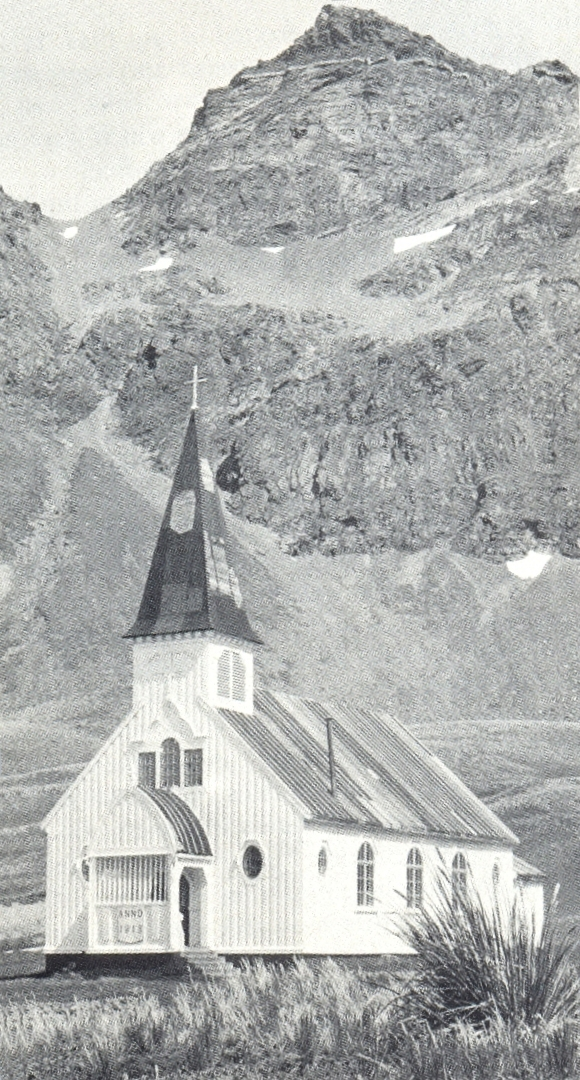

Hi ha uns 200 sepulcres a l'illa des de 1820, incloent-hi el sepulcre de 1922 de l'explorador antàrtic sir Ernest Shackleton, que el 1916 va creuar el mar de Scotia en un dels viatges més notables de vaixells petits de la història marítima, i va arribar a l'illa Geòrgia del Sud per organitzar el rescat encertat del seu equip d'expedició reclòs a les Illes Shetland del Sud.
Les observacions meteorològiques a Grytviken van ser iniciades per Carl A. Larsen el 1905, i després de 1907 mantingudes per la Companyia Argentina de Pesca amb la cooperació del Servei Meteorològic Argentí. Això es va realitzar segons els requisits de l'arrendament britànic fins al 1949.
Un magistrat que presideix l'administració britànica local ha de residir a Geòrgia del Sud des de novembre de 1909. La patent de lletres britànica de 1908 va ser transmesa al Ministeri d'Afers Estrangers de l'Argentina, i va ser reconeguda formalment el 1909 sense protestes. També, les naus comercials i de l'armada argentina, i ciutadans argentins que van visitar l'illa els anys subseqüents, van satisfer les formalitats habituals portuàries, duaneres i d'immigració de l'administració britànica local. El primer avís oficial d'una demanda argentina de Geòrgia del Sud va ser fet el 1927, i de les illes Sandwich del Sud el 1938. Des de llavors, l'Argentina ha mantingut les seves demandes de Geòrgia del Sud i Sandwich del Sud, però ha rebutjat en diverses ocasions (el 1947, el 1951, el 1953, el 1954 i el 1955) fer que la seva demanda sigui resolta per la Cort Internacional de Justícia de l'ONU o per un tribunal arbitral independent.
L'estació naval argentina Corbeta Uruguai va ser construïda a l'illa Tule de les Sandwich del Sud el 7 de novembre de 1976. El Regne Unit hi va protestar el gener de 1977, i va repatriar el personal argentí més tard el 1982. Durant la Guerra de les Malvines, les forces argentines van ocupar els ports de Grytviken i Leith el 3 d'abril, després de la batalla de Grytviken, que va durar dues hores, en la qual la corbeta argentina Guerrico va ser vençuda i un helicòpter argentí va ser destruït. Després d'aquestes pèrdues, l'Argentina no podia ocupar la resta de l'illa. La base Illa Bird i els campaments a la badia Schlieper, la glacera Lyell i la badia Sant Andreu, van romandre sota control britànic. El 25 d'abril del 1982, l'armada britànica va danyar i va capturar el submarí argentí Santa Fe a Geòrgia del Sud, i la guarnició argentina se'n va retirar.

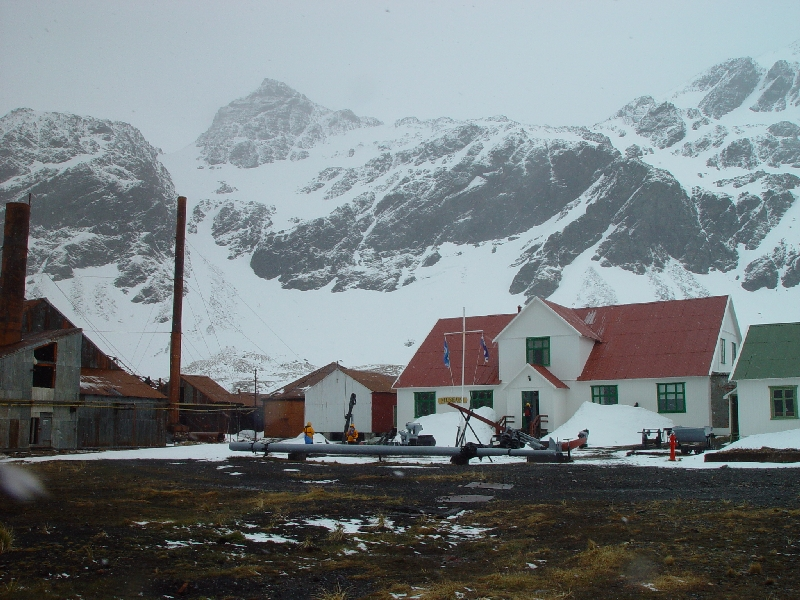

Després de la Guerra de les Malvines, el Regne Unit va mantenir una guarnició militar petita d'infants de marina a Grytviken fins al 2001, quan l'illa va ser tornada al govern civil.
A causa de la seva posició remota en l'oceà i el clima aspre, la Geòrgia del Sud no tenia població indígena, i les famílies no s'han establert per més d'una generació fins ara. Els actuals centres de població inclouen Grytviken, Punta Rei Eduard, la base Illa Bird, i Husvik. La Punta Rei Eduard, considerada sovint com a part del Grytviken pròxim, és el port d'entrada a l'illa, i la residència del magistrat britànic i de les autoritats i l'administració portuàries, duaneres i d'immigració, de la indústria pesquera i de correu. Des del 1995, l'Oficina Meteorològica de Sud-àfrica, amb el permís britànic, manté dues estacions meteorològiques automàtiques a les illes Zavodovski i Tule, a l'arxipèlag deshabitat volcànic Sandwich del Sud.